# ルイス・イナシオ・ルーラ・ダ・シルヴァ
ルイス・イナシオ・ルーラ・ダ・シルヴァ（ポルトガル語: Luiz Inácio Lula da Silva ブラジルポルトガル語発音: [luˈis iˈnasju ˈlulɐ dɐ ˈsiwvɐ] ( 音声ファイル), ルイース・イナースィウ・ルーラ・ダ・スィウヴァと発音、1945年10月27日 - ）、通称ルーラ・ダ・シルヴァ（または単にルーラ）は、ブラジルの政治家、労働組合主義者である。2003年から2010年までブラジルの第35代大統領を務めた後、2023年より第39代大統領に就任している。
左派政党である労働者党の創立メンバーであり、2002年のブラジル総選挙で勝利を収めるまで、大統領選に3度出馬して落選した。2006年に再選を果たした。2021年5月、ルーラは2022年のブラジル総選挙で、現職のジャイル・ボルソナロ大統領に対抗して3期目の出馬を明言した。2022年10月30日、接戦の決選投票の末にボルソナロを破り、大統領に選出された。

## 来歴
大統領として、ルーラは貧困撲滅と労働者階級の地位向上を目指し、ボルサ・ファミリアやフォメ・ゼロなどの大規模な社会保障制度を導入した。イランの核開発計画や気候変動問題など国際問題にも積極的に取り組み、「国家間のパワーバランスを変える大胆な野心を持つ男」と評された。1期目はメンサロン事件、エスカンダロ・ドス・サンゲスガス事件など、汚職事件に悩まされた。
ルーラは、元参謀のジルマ・ルセフに引き継がれ、ルーラ主義という形でブラジル政治に永続的な足跡を残している。ブラジル史上最も人気のある政治家の一人と呼ばれ、在任中は世界で最も人気のある政治家の一人であった。2011年、40年間喫煙者であったルーラは咽頭癌と診断され、化学療法を受け、見事回復に至った。
2016年初頭、ルーラはルセフの下で参謀長に任命されたが、最高連邦裁判所のジルマール・メンデス判事は当時進行中の連邦捜査のため、その任命を阻止した。2017年7月、ルーラは物議を醸した裁判でマネーロンダリングと汚職の罪で有罪判決を受け、9年半の禁固刑を宣告された。この裁判の連邦裁判官であるセルジオ・モロは、後にジャイル・ボルソナロ政権の法務・公安大臣に就任した。上訴が失敗した後、ルーラは2018年4月に逮捕され、580日間を刑務所で過ごした。ルーラは2018年の大統領選挙に出馬を試みたが、ブラジルの「クリーンスレート」法に基づき失格となった。
2019年11月、最高連邦裁判所は、上訴を保留したままの投獄は違法であるとの判決を下し、その結果ルーラは釈放された。2021年3月、最高裁のエドソン・ファシン判事は、ルーラの有罪判決は、彼の事件に対する適切な管轄権を持たない裁判所によって裁かれたため、すべて無効としなければならないという判決を下した。ファチンの判決は、2021年4月に他の最高裁判事によって確認され、ルーラの政治的権利が回復された。その後、連邦最高裁判所は2021年3月、彼の汚職裁判を監督したモロ判事が偏見に満ちた人物であるとの判決を下した。モロがルーラに対して起こした裁判は2021年6月24日までにすべて無効となり、2022年の大統領選挙に再び出馬することが可能になり、大統領返り咲きを果たした。

## 名前の由来
1982年までは生誕時の名前であるルイス・イナシオ・ダ・シルヴァ（Luiz Inácio da Silva）と名乗っていた。「ルーラ（ルラ）」（Lula）とは、自らの名前の「ルイス」（Luiz）をもじった幼少期からのあだ名であり1982年にサンパウロ州知事選に立候補するにあたって、広く知られた通称である「ルーラ」を加えてルイス・イナシオ・ルーラ・ダ・シルヴァと改名した。

## 経歴

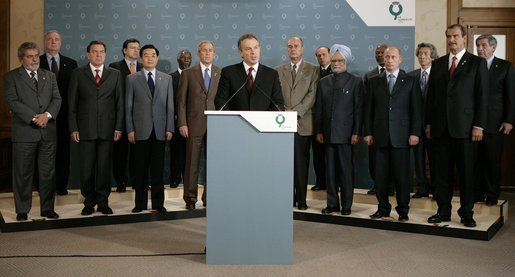
2005年、パースシャーサミットにブラジル大統領として参加（左の一番端の人物）

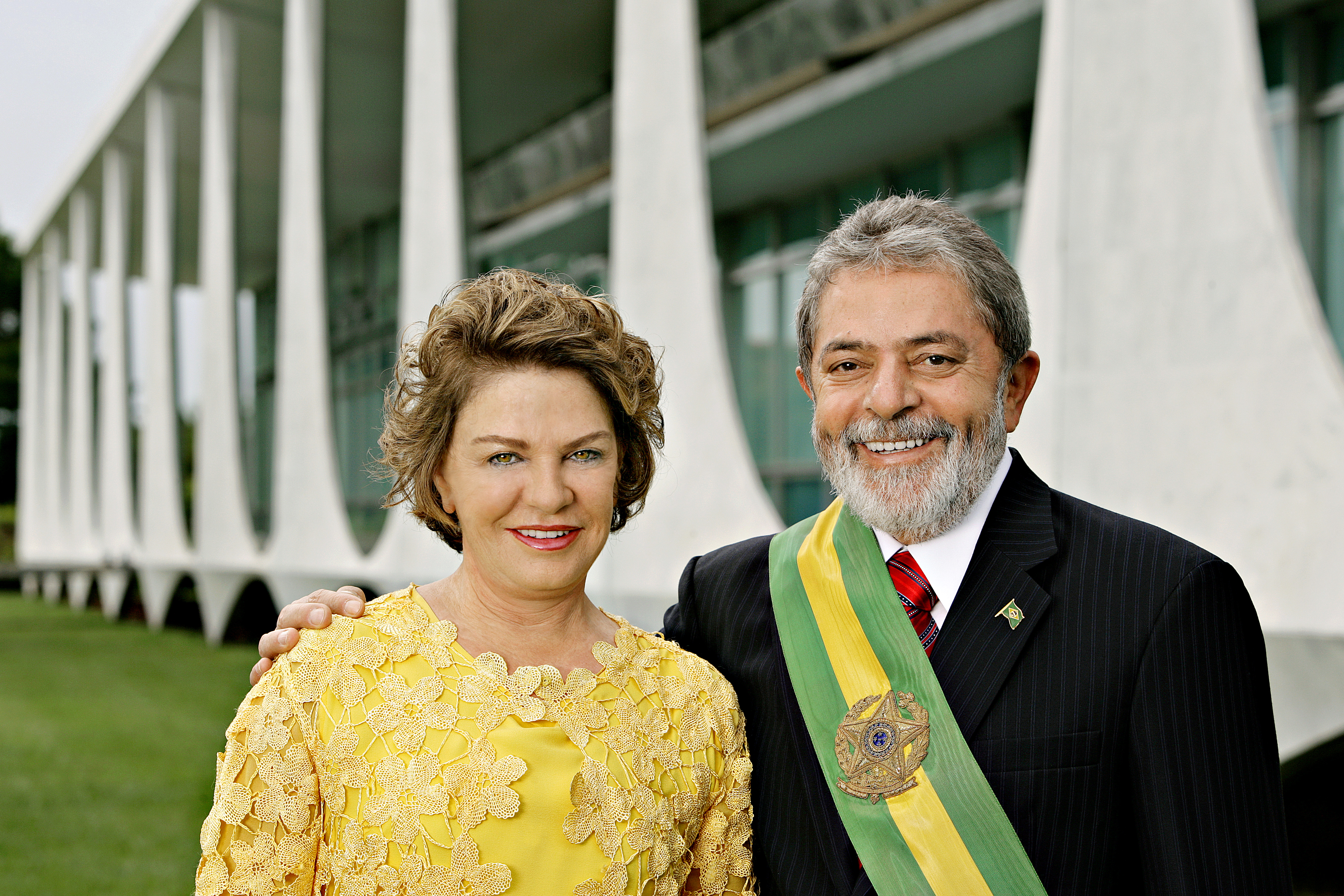
妻マリーザと（2007年）

ルーラはルイス・イナシオ・ダ・シルヴァとしてペルナンブーコ州の貧しい無学の農民の一家に生まれた。彼の誕生日は10月6日として届け出がなされているが、母親の記憶では10月27日生まれだと彼は主張している。ブラジルの農村部においては、出生日の食い違いは珍しいことではない。ルーラが生まれて間もなく、父親は沿岸の都市サントスに港湾荷役労働者として出稼ぎに出る。母親と8人の子供が父親の元を訪れたのは1952年のことであった。彼らはトラックの荷台に13日間揺られ父親の元へいった。彼らの生活環境はペルナンブーコに住んでいたときよりも向上したが、相変わらず苦しいものであった。
1956年に一家はサンパウロに移り住む。ルーラは母親と7人の兄弟と共にパブの裏の小さな部屋で暮らした。
ルーラは公的教育をわずかながら受けたが、四年生で学校を離れた。彼は12歳で靴磨きとして働き始める。短期間日本人の洗濯屋で働く。14歳になると製鉄所で初めて正式の工員として働く。働きながら小学校の課程を修了した。
19歳の時、プレス工として勤務していた自動車工場で起きた事故で、指を失う。その頃から彼は労働組合に加入し、重要な役職に就くこととなる。当時のブラジルは軍事独裁政権下にあり労働組合を強力に抑圧した反動から、ルーラの政治観は大きく左傾化することとなった。
1969年、マリア・ジ・ルールジス（Maria de Lourdes）と結婚。しかしマリアは出産中に子供とともに死亡する。1974年にマリーザと再婚し、その後三児をもうける。同年、ミリアン・コルデイロ（Miriam Cordeiro）との間にも婚姻外の女児をもうける。

### 労働組合時代
1975年、ルーラはサンパウロ州サン・ベルナルド・ド・カンポ（São Bernardo do Campo）およびジアデーマ（Diadema）の鉄鋼労働者組合の長（president）に任命される。1978年にも再選され、その任期中に彼は軍事政権時代長きにわたって行われてこなかった、大規模なストライキを含む主要な組合行動を組織する。1980年、軍事政権下で冶金労働者のストライキを組織、裁判所はストライキを国家治安維持法違反（当時存在した法律）と判断した。当時はどんなストライキでも国家の安全を脅かすものとして不法と判断されていた。ルーラはストの首謀者として特高(DOPS、ドップス、当時存在した特殊警察組織)により逮捕、投獄された。地方軍事法廷は3年6か月の懲役を言い渡したが、高等軍事法廷はこれを棄却した。

### 政治家としてのキャリア
1980年2月10日、ルーラを含む学者、労働組合リーダー、知識人のグループが労働者党（Partido dos Trabalhadores, PT）を発足させる。独裁政権のただ中において、進歩的な理念を掲げた左翼政党であった。
1982年、ルーラは自身初の選挙であるサンパウロ州知事選にルイス・イナシオ・ルーラ・ダ・シルヴァの名で臨む。敗れはしたものの、彼の労働者党は存在をつなぎ止めるのに十分な議席を確保した。
1984年、労働者党およびルーラは民衆キャンペーン"Diretas Já"（ジレータス・ジャー）に参加した。このキャンペーンは、次期大統領選挙における直接投票を要求するという趣旨のものであった。このキャンペーンの直接の結果として、民衆たちによる何年もの戦いの後、ついに1989年にいたって29年ぶりの直接選挙による大統領選挙が実現したのである。ルーラはこの大統領選挙に労働者党の候補として出馬したが、決選投票で国家再建党のフェルナンド・コロール・デ・メロに僅差で敗北した。
1992年、ルーラは民間ファンドに関わる数々のスキャンダルについて時の大統領コロールを弾劾するキャンペーンを張った。やがてコロールの弾劾裁判が行われ、コロールは辞任に追い込まれた。
その後ルーラは1994年と1998年の大統領選挙に出馬したが、いずれもブラジル社会民主党（Partido da Social Democracia Brasileira, PSDB）のフェルナンド・エンリケ・カルドーゾに敗れている。

### 大統領時代 (2003-2011)

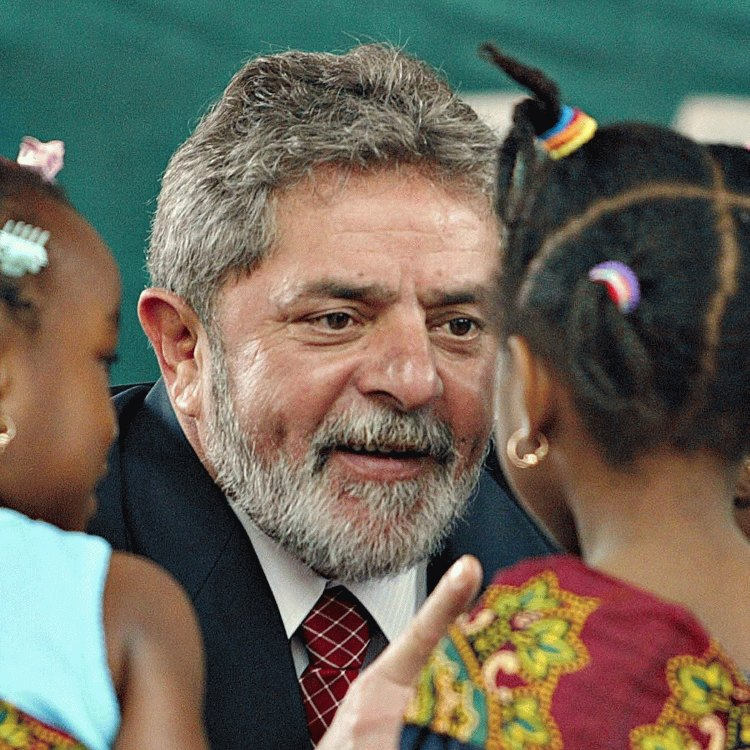
モザンビーク訪問時（2003年11月）

2002年10月27日、ルーラは社会民主党の候補ジョゼ・セーハ（José Serra）を破って大統領に選出される。投票率は61%、得票数は5240万票にも達し、ブラジル民主主義史上最大の得票数であった。
2003年の元日より同職に就任する。宣誓式において、ルーラは涙ぐみながら次のように宣言した。
E eu, que durante tantas vezes fui acusado de não ter um diploma superior, ganho o meu primeiro diploma, o diploma de presidente da República do meu país. 
（訳：大学の学位がないと何度も非難されてきたこの私が、生まれて初めて免状を手にします。それがわが国の大統領という称号です。）

これによってルーラは、国家の最重要職を務めるのには致命的とされてきた公教育経験の不足を非難する幾多の攻撃に応える形となった。労働者党の支持者たちは彼の明晰な知性を引き合いに出し、かような非難を重く捉えることはなかった。
2006年の大統領選挙では、所属する労働者党のスキャンダルが相次いだことで1回目の投票で過半数が得られず、決選投票にもつれ込んだが、10月29日に行われた決選投票では、60%以上の得票率を獲得して大統領再選を果たす。
大統領二期目も高い支持率を維持したが、憲法規定により三選は禁止されているため、ルーラは2011年1月1日の任期満了をもって退任した。退任時の支持率は90%近くであった。後継の大統領候補には官房長官を務めたジルマ・ルセフ（ジウマ・ルセッフィと発音）を指名し、好調な経済を背景にルセフが後任の大統領に当選した。

### 大統領退任後
石油会社ペトロブラスから不正な資金がルーラに渡った疑惑（オペレーション・カー・ウォッシュ）が持ち上がり、2016年3月4日に警察によって身柄を拘束された。これに対してルセフ大統領はルーラを大統領府文官長として入閣させることで捜査や起訴に最高裁判所の承認が必要となる措置をとった。だがのちに最高裁は進行途中の捜査を理由に入閣を阻止した。
2017年7月12日、パラナ州の連邦裁判所はルーラに対し汚職とマネーロンダリングの罪などで禁固9年6か月の有罪判決を下し、このほかにも司法妨害など4件が持ち上げられた。しかし2019年7月に調査報道機関ザ・インターセプトが公開した会話記録が裁判を担当した連邦裁判官セルジオ・モロが判決前に検察官Lava Jatoに戦略的アドバイスを提供し、捜査の手段に対する提案をしていたことが明らかになった。
2017年8月1日、ブラジル連邦検察は収賄とマネーロンダリングの両罪でルーラを再び起訴した。ペトロブラスの工事を受注した大手ゼネコンのオデブレヒトとOASから2010～14年にかけ、ルーラが実質的に所有していた別荘のリフォーム代を肩代わりしてもらったとされていた。しかし明らかになった会話記録によると主検察官Lava Jatoがまず本当に別荘の持ち主がルラなのかまた、第1に国営石油会社ペトロブラスが関与していたのか疑問に感じていた。だが判決を選挙前にくだせるよう捜査を焦った。
2018年1月24日、ポルト・アレグレの連邦裁判所はルーラに対し汚職とマネーロンダリングの罪などで禁錮12年と1か月の控訴審判決を下し、その後ルーラは収監された。ルーラは10月の大統領選挙への立候補を表明していたが、控訴審で有罪判決を受けた者の選挙立候補を禁じる法律の規定により不可能となった。同年8月、大統領選の立候補を届け出た。その後労働党は候補者を差し替えた。
2018年9月28日に連邦最高裁がブラジル最大の新聞社にFolha de São Pauloがルーラのインタビューする要望を許可した。それを聞いた連邦検察官たちはそくプライベートのテレグラムグループチャットを開設しインタビューを阻止する陰謀を立て始めた。何時間もかけてどのように阻止または労働者党候補にできるだけ優位な影響を与えない方法を探った。事件を担当した1人Laura Tesslerはチャット内で, 「冗談じゃないの」「選挙直前に記者会見を行ったらHaddad(労働者党候補)が明らかに有利になってしまう。」など堂々とやり取りをしていた。2019年4月23日、ブラジル連邦高等裁判所はルラに対し禁錮約8年11月に減刑する上告審判決を下した。
2019年7月、調査報道機関ザ・インターセプトが入手した会話記録によるとオバマ政権司法省の援助の下、捜査を手がけた連邦検察官Lava Jatoと判決を下した裁判官セルジオ・モロの間で判決以前からルラ元大統領が2018年大統領選への立候補するのを阻止するという政治的な企てをしていたことが明らかになった。また他にもルラ前大統領の政治的な判決以外にも検察官Lava Jatoの一員がルラの妻の死を馬鹿にし彼女の葬式に出席をする要望を拒否したとされている。これらの情報はLava Jatoの作戦部隊に所属する検察官Jesus Vieciliが正確性を確認している。
2021年3月8日、連邦最高裁は「事件は直接ペトロブラスに関わっているものではなく、クリチバで裁かれるべきではなかった」と指摘。一審にさかのぼって判決を無効とし、事件を首都ブラジリアの連邦裁に移して最初からやり直すよう命じた。検察が異議を申し立てたため連邦最高裁で合議で審議が行われ、4月15日、連邦最高裁は8対3の賛成多数で決定を支持した。
2022年10月の大統領選挙に立候補し、当初は現職のジャイール・ボルソナーロを大きくリードし選挙戦を優位に戦ったが10月2日の投開票では48.4％を獲得し過半数には届かず、ボルソナーロが43.2％と善戦した。同月30日の決選投票で50.9％を得票し当選、ボルソナロは49.1％にとどまり敗北し、2023年1月1日より再び大統領を務めることとなった。

### 大統領時代 (2023-)

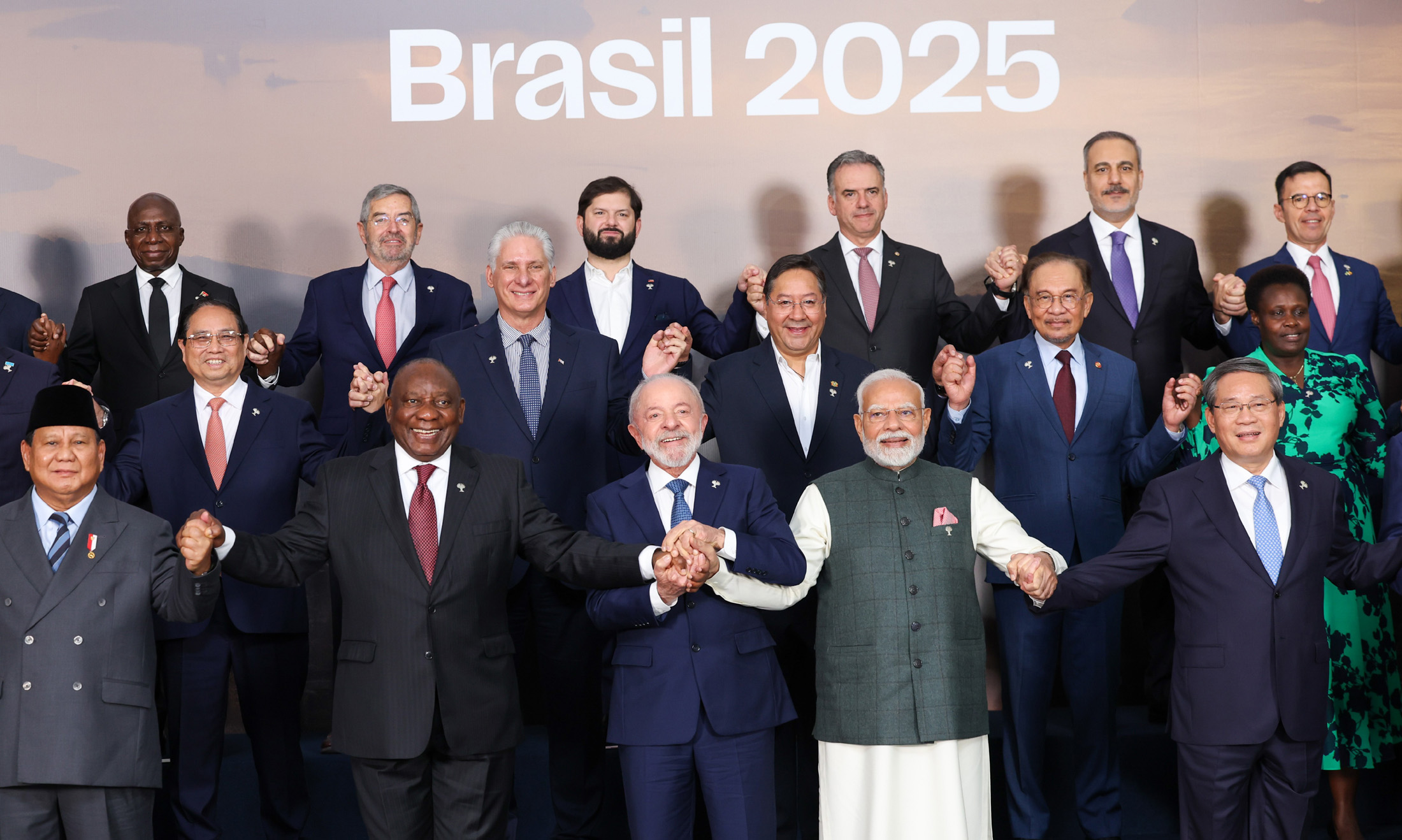
2025年のBRICSサミットでのルーラ（中央下）

2025年5月9日、ロシアで行われた対ナチス・ドイツ戦勝80周年記念パレードに出席した。同年7月には、リオデジャネイロで行われた第17回BRICS首脳会議でルーラは議長を務めた。サミットでルーラは「BRICSは非同盟運動の後継者だ」と述べ、「多国間主義が攻撃を受ける中、われわれの自立性が再び制約を受けている」と語った。サミット最終日の7日には、多国間主義の尊重などを掲げた「リオデジャネイロ宣言」を採択した。このようなルーラの動きに対して、アメリカのドナルド・トランプ大統領は、SNSを通じて「反米政策に協調する国は、追加で10%の関税を課されることになる」と述べて牽制したが、ルーラはアメリカが課そうとしている追加関税や保護主義的な政策について反論した。これにトランプ大統領は「ブラジルはわれわれに対して、全くよい態度をとっていない」として、ブラジルからアメリカへの輸入品に対して50%の関税をかけることを通告し、さらにルーラの政敵である前大統領の裁判についても反対の意を示した。ブラジルは関税の見直しを求めて交渉を続けたが、同年7月24日にルーラは交渉が失敗に終わったことを明らかにした。

## 政策

### 外交
国際舞台におけるルーラ政権の試みは、BRICSの一員として発展途上国内でのリーダーシップを模索するとともに、富裕国と対峙することであった。メルコスール（メルコスーウと発音）を通じて南米の統合を促進し、ベネズエラの加盟を推し進めた。2006年のサミットにおいてはより自立したラテンアメリカの支持者を自認、FTAを通したアメリカの伸長から距離を置いている。また、アラブ世界やアフリカなど、過去にブラジルと関連の薄かった国々との通商ルートの開拓にも専心した。国連安全保障理事会の改革にも奔走し、ブラジルの常任理事国入りを目指す。2003年には国際協力部門でアストゥリアス皇太子賞を受賞した。
日本との外交関係も重視しており、2005年5月に来日した。2008年7月にも、第34回主要国首脳会議に併せて開催されたエネルギー安全保障と気候変動に関する主要経済国会合に出席するため、北海道洞爺湖町を訪れた。

### 社会政策

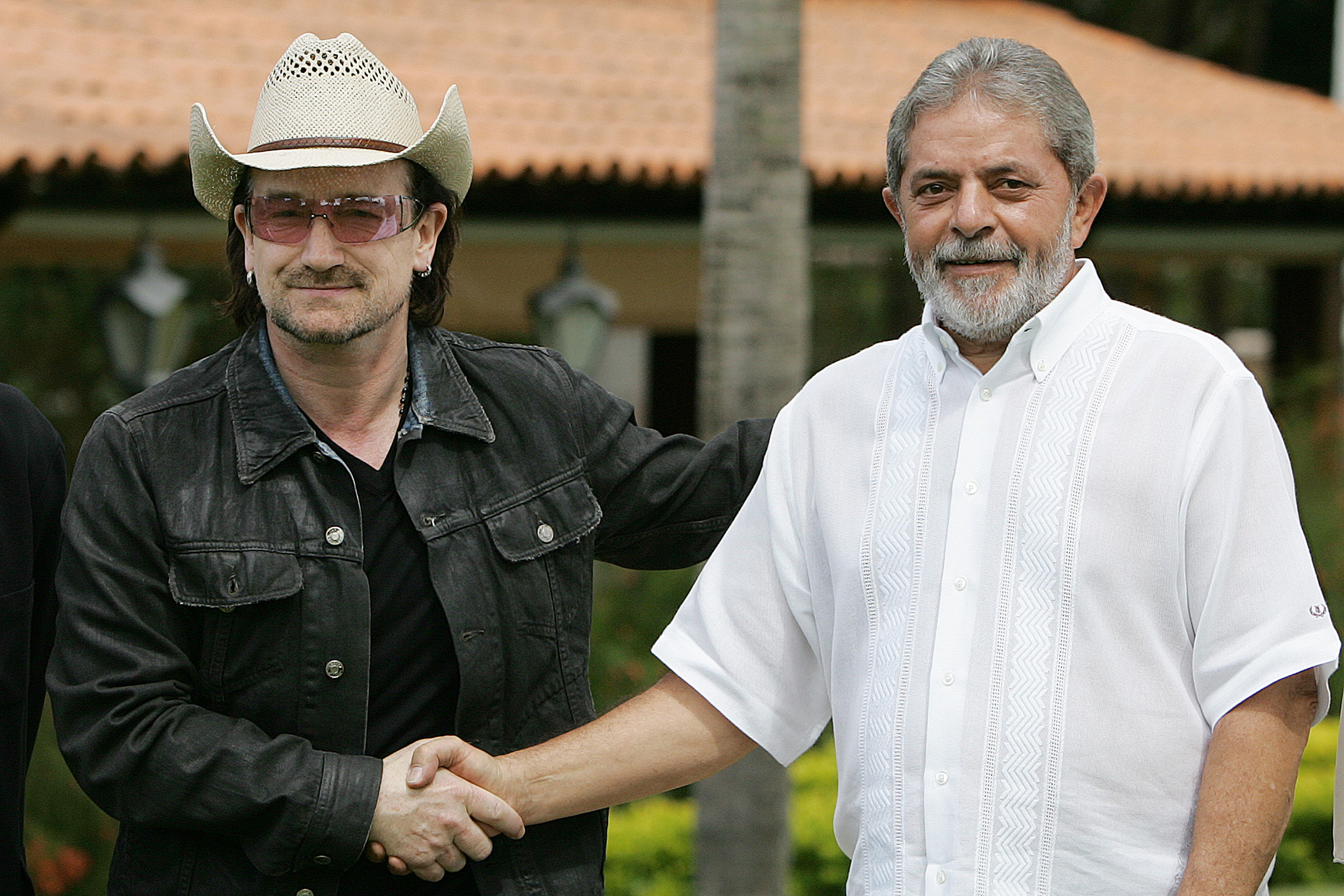
「飢餓ゼロ計画」でギターを寄贈したU2のボノ（左）と（2006年）

社会政策としては「飢餓ゼロ計画」を立ち上げ、貧困層への支援を積極的に行っている。その一環として当選の翌年2003年10月、貧困層への家族手当である「ボルサ・ファミーリア（Bolsa Família：家族賃金）」を創設した。これは「ボウサ・エスコーラ」（学童基金）・食糧補助・ガス助成金・食糧カードといった4つの公的扶助制度を統合したもので、月間所得が50レアル（ヘアウと発音）以下（16歳以下の通学中の子供がいる場合は100レアル以下）の貧困世帯に対し1か月50レアル、通学中の子供1人につき15レアルの家族手当を支給する制度である。「飢餓ゼロ計画」では他に廉価で食事を提供する「大衆レストラン」の設置や食糧配給なども実施されている。また、貧困対策としては最低賃金の引き上げも実行した。2011年世界食糧賞受賞。

### 経済
労働者党出身とはいえ、急進的な左派路線は採らず、基本的には現実的な経済政策を採っている。2002年の大統領選挙では、過去の大統領選におけるルーラの左翼的な主張から市場に警戒感が広がり、対ドル市場ではレアル安が進んだ。しかし政権が発足するとルーラは公務員年金改革による財政支出の削減などを行い、カルドーゾ政権の財政健全化路線を踏襲したため、その懸念を払拭した。実際、IMFの目標値を超える財政黒字を達成し、2009年にはIMFに対する純債権国となっている。また、インフレ抑制にも成功している。

## 逸話
- 2016年の夏季オリンピック開催地がリオデジャネイロに決定した際の会見で、うれしさのあまり、大勢の記者の目の前で大泣きした。
- サッカーアルゼンチン代表のカルロス・テベスがブラジルのコリンチャンスに移籍した際、「アルゼンチン人がブラジルで活躍できるわけがない」と発言。だがテベスは半年でキャプテンになったうえリーグ最優秀選手に選ばれたことから後に謝罪している。